# Okręty podwodne typu Delfin
Okręty podwodne typu Delfin – greckie okręty podwodne z czasów wojen bałkańskich i okresu I wojny światowej. W latach 1910–1912 w stoczni Schneidera w Chalon-sur-Saône zbudowano dwa okręty tego typu, które weszły do służby w Wasilikon Naftikon w latach 1912–1913. Podczas I wojny bałkańskiej „Delfin” wsławił się przeprowadzeniem ataku torpedowego na turecki krążownik „Mecidiye”. Obie jednostki w latach 1917–1918 służyły pod banderą Marine nationale, obsadzone przez francuskie załogi. Zwrócone Grecji po zakończeniu I wojny światowej, w 1920 roku zostały skreślone z listy floty i sprzedane na złom w roku następnym.

## Projekt i budowa
Okręty podwodne typu Delfin zostały zamówione przez rząd Grecji w 1909 roku. Projekt okrętów był dziełem inż. Maxime’a Laubeufa. Obie jednostki zostały zbudowane w stoczni Schneidera w Chalon-sur-Saône. Stępki okrętów położono w 1910 roku, zostały zwodowane w latach 1911–1912, a do służby w Wasilikon Naftikon przyjęto je w latach 1912–1913.
| Okręt    | Stocznia  | Początek budowy | Wodowanie     | Wejście do służby |
| -------- | --------- | --------------- | ------------- | ----------------- |
| „Delfin” | Schneider | 1910            | sierpień 1911 | sierpień 1912     |
| „Xifias” | Schneider | 1910            | czerwiec 1912 | marzec 1913       |

## Dane taktyczno–techniczne
Jednostki typu Delfin były średniej wielkości okrętami podwodnymi, o długości całkowitej 50 metrów, szerokości 4,7 metra i zanurzeniu 2,7 metra. Wyporność w położeniu nawodnym wynosiła 310 ton, a w zanurzeniu 460 ton. Okręty napędzane były na powierzchni przez dwa silniki wysokoprężne Schneider-Carels o łącznej mocy 720 koni mechanicznych (KM). Napęd podwodny zapewniały dwa silniki elektryczne Schneider o łącznej mocy 460 KM. Dwuśrubowy układ napędowy pozwalał osiągnąć prędkość 13 węzłów na powierzchni i 8,5 węzła w zanurzeniu.
Okręty wyposażone były w pięć wyrzutni torped kalibru 450 mm: jedną wewnętrzną na dziobie oraz cztery zewnętrzne systemu Drzewieckiego, z łącznym zapasem 6 torped.
Załoga pojedynczego okrętu składała się z 24 oficerów, podoficerów i marynarzy.

## Służba
Świeżo wcielone do służby okręty wzięły udział w wojnach bałkańskich. „Delfin” (pod dowództwem kmdr. ppor. Paparrigopoulosa) operował z bazy na wyspie Tenedos. 9 grudnia 1912 roku okręt u wejścia do Dardaneli napotkał płynący w eskorcie pięciu jednostek turecki krążownik „Mecidiye”, wykonując na niego nieudany atak torpedowy.
W 1917 roku oba okręty typu Delfin zostały zajęte przez Francuzów i wcielone do Marine nationale. Jednostki powróciły pod grecką banderę w 1918 roku. Po dwóch latach okręty skreślono z listy floty i w 1921 roku zostały sprzedany na złom.